# Up by El Al
Soon you'll discover theres's a new way to fly (Bientôt, tu découvriras qu'il existe une nouvelle façon de voler)
Up by El Al ou Up, (code AITA : LY ; code OACI : ELY) était une compagnie aérienne low-Cost israélienne appartenant à la compagnie nationale israélienne El Al Israël Airlines.

## Histoire
La compagnie aérienne israélienne El Al Israël Airlines avait annoncé le 26 novembre 2013 qu’elle proposerait dès Mars 2014, 55 vols hebdomadaires à prix réduits (Low-Cost) vers 5 destinations en Europe à savoir Berlin, Prague, Budapest, Larnaca et Kiev en créant sa propre compagnie Low-Cost nommée Up by El Al.
En créant Up, El Al voulait contrer l'implantation sur le territoire d'Israël, de la compagnie à bas coût Ryanair. En effet, Michael O’Leary, le P-DG de Ryanair avait prévu d’inclure Israël dans son réseau en créant un hub à Tel Aviv et desservir ainsi l’Europe,.
La compagnie nationale El-Al voyait Ryanair proposer une concurrence dont la compagnie aérienne israélienne voulait se passer. D'autres compagnies à bas prix étaient déjà présente comme EasyJet.
Le premier vol Up intervenait le 30 mars 2014 vers Berlin.
Elle volait avec des Boeing 737-800 bi-classes (Economique et Economique Plus) provenant de la flotte d'El Al.
Elle proposait deux tarifications, Basic UP, un tarif ultra low-cost avec un seul bagage cabine gratuit et UP Smart qui offrait davantage de services comme un bagage en soute et l'accès au lounge d'El Al à l'aéroport international de Tel Aviv.
Le 18 janvier 2018, El Al Israël Airlines avait décidé de mettre un terme aux opérations de sa filiale low-cost «UP» dès le 14 octobre 2018 avec retour des opérations vers l'Europe et des avions de la flotte Up vers la compagnie mère El Al.
La décision de ce regroupement est avant tout liée à une volonté d’optimisation et d’homogénéisation du produit sur les destinations européennes.

## Flotte
- Boeing 737-800 immatriculés 4X-EKM, 4X-EKO, 4X-EKU, 4X-EKT

## Galerie photographique

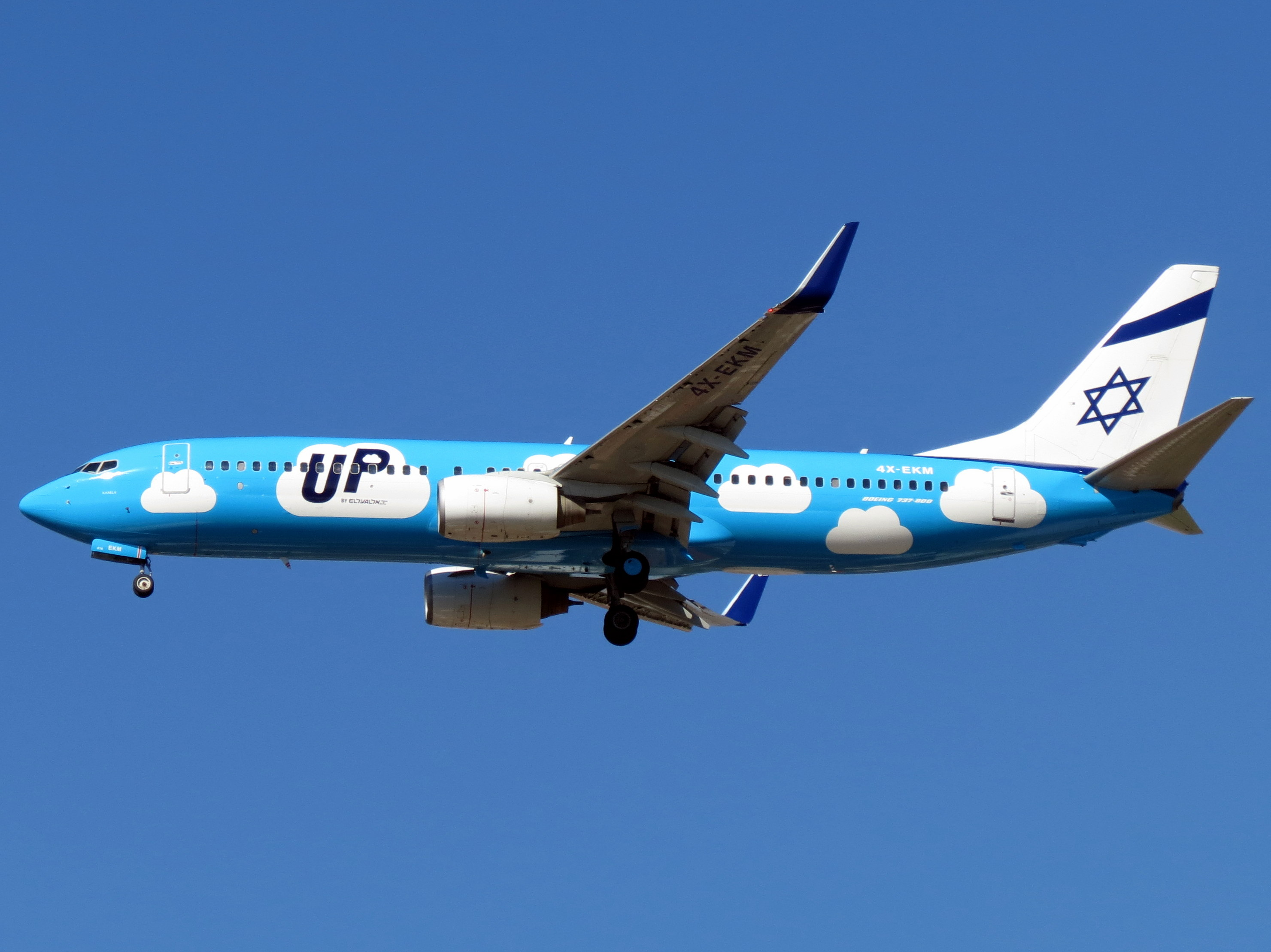
Boeing 737-800 immatriculé 4X-EKM de Up by El Al en 2014
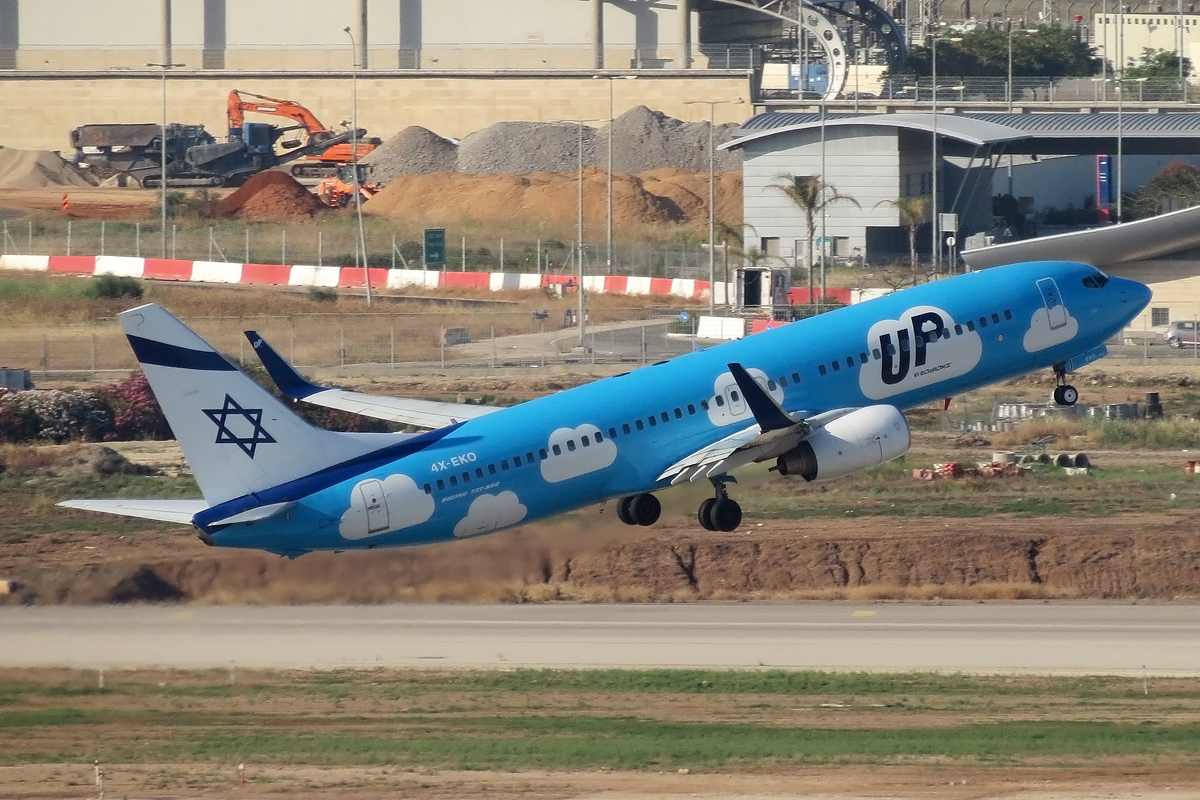
Boeing 737-800 immatriculé 4X-EKO de Up by El Al en 2014 à Tel Aviv
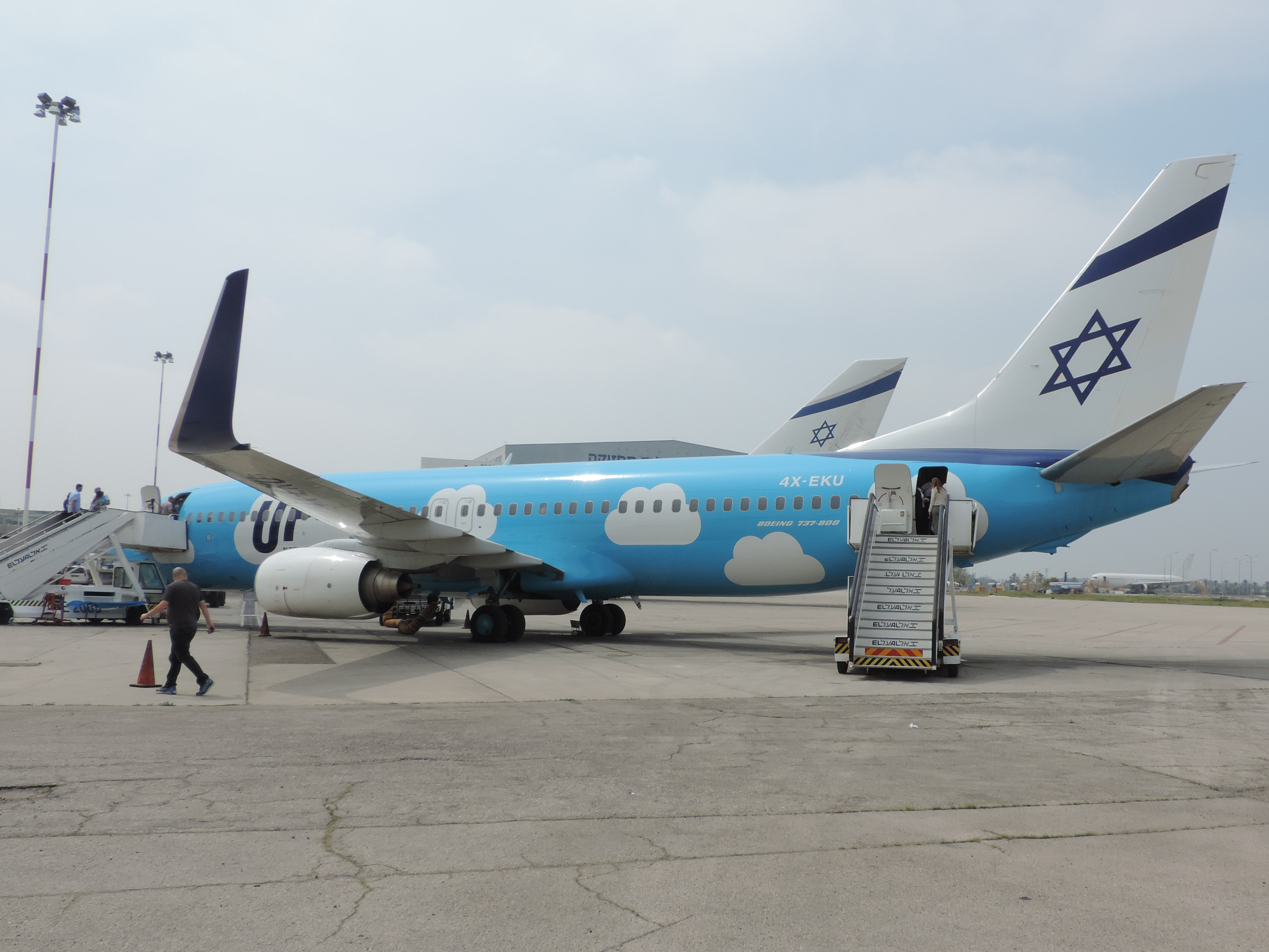
Boeing 737-800 immatriculé 4X-EKU de Up by El Al en 2014
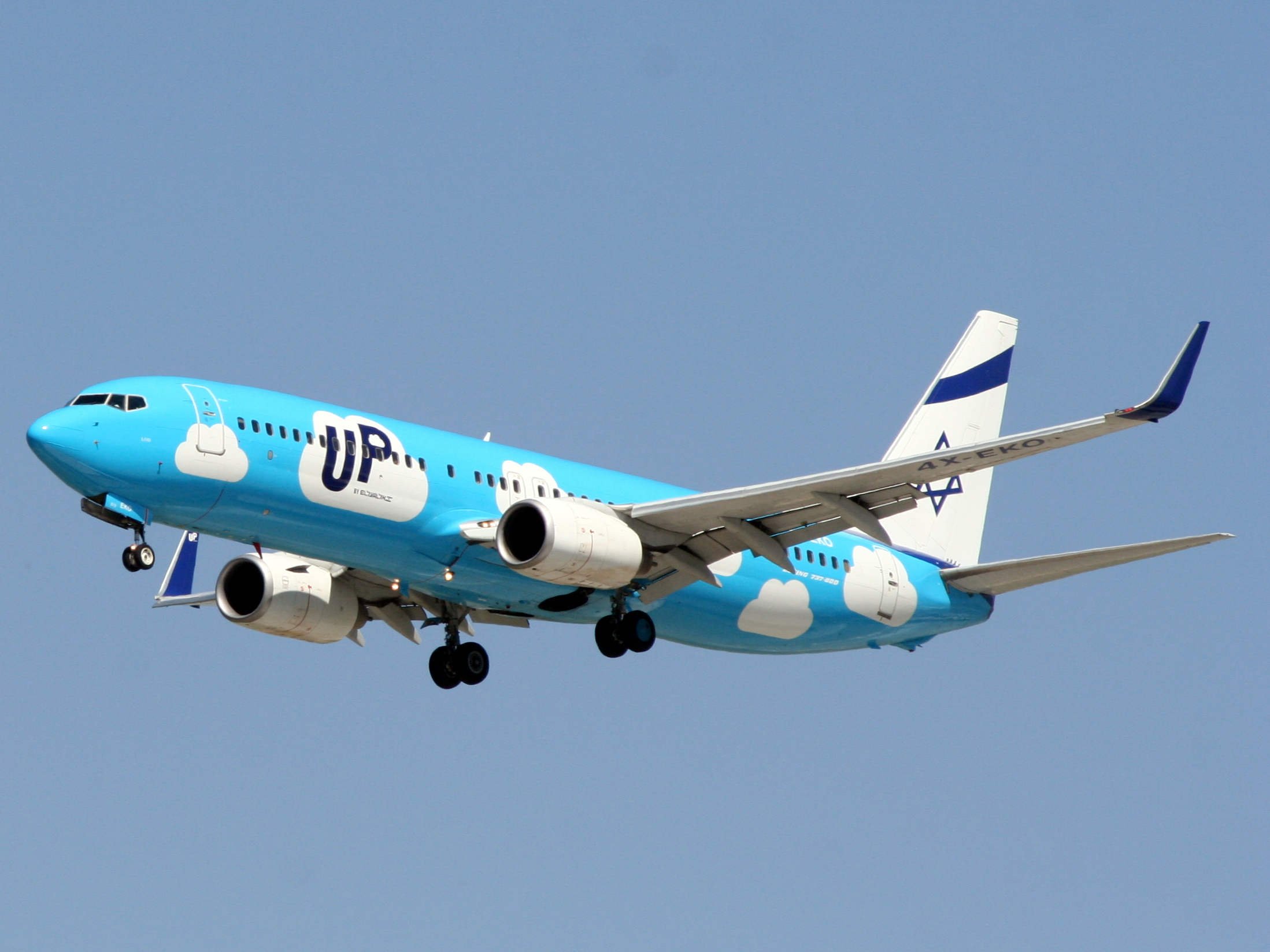
Boeing 737-800 immatriculé 4X-EKO de Up by El Al en 2014 à Tel Aviv
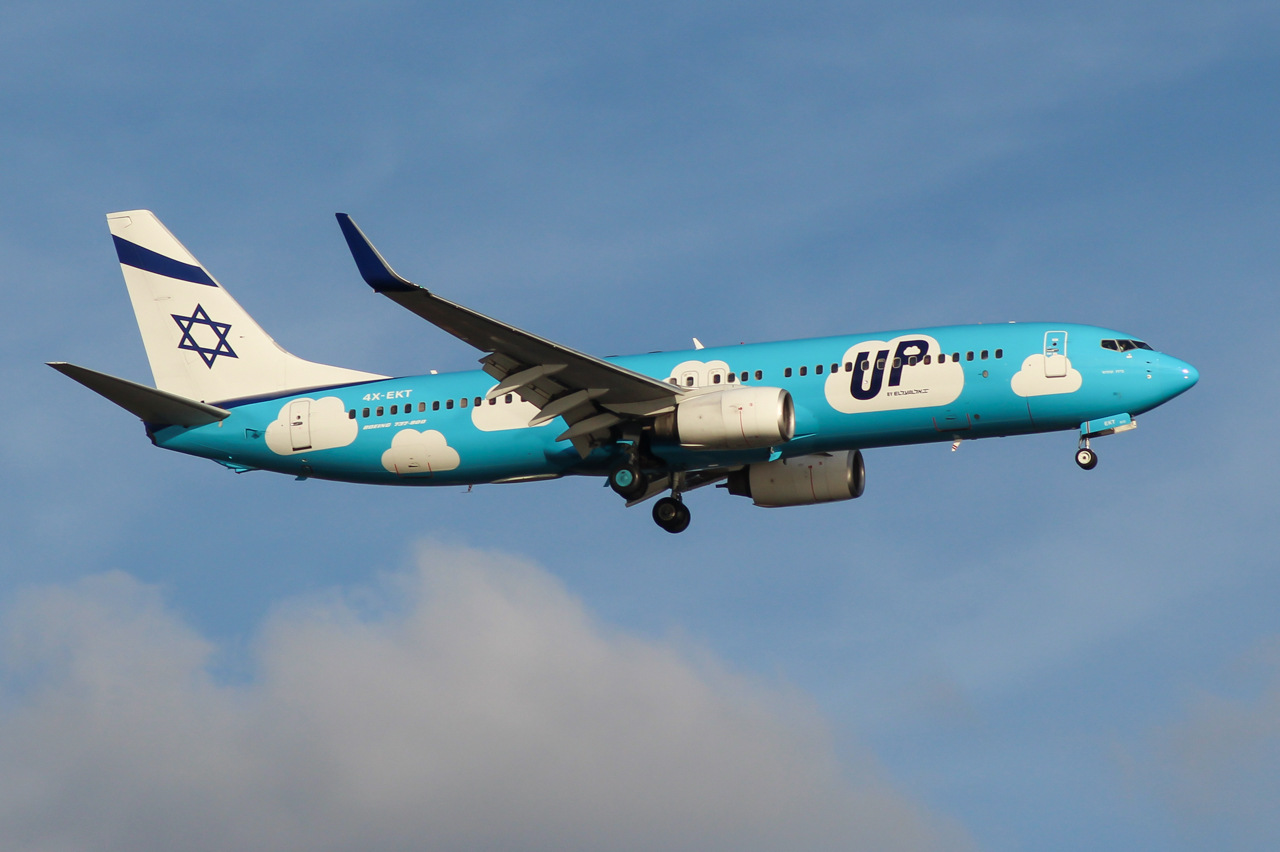
Boeing 737-800 immatriculé 4X-EKT de Up by El Al en 2016 à Glasgow
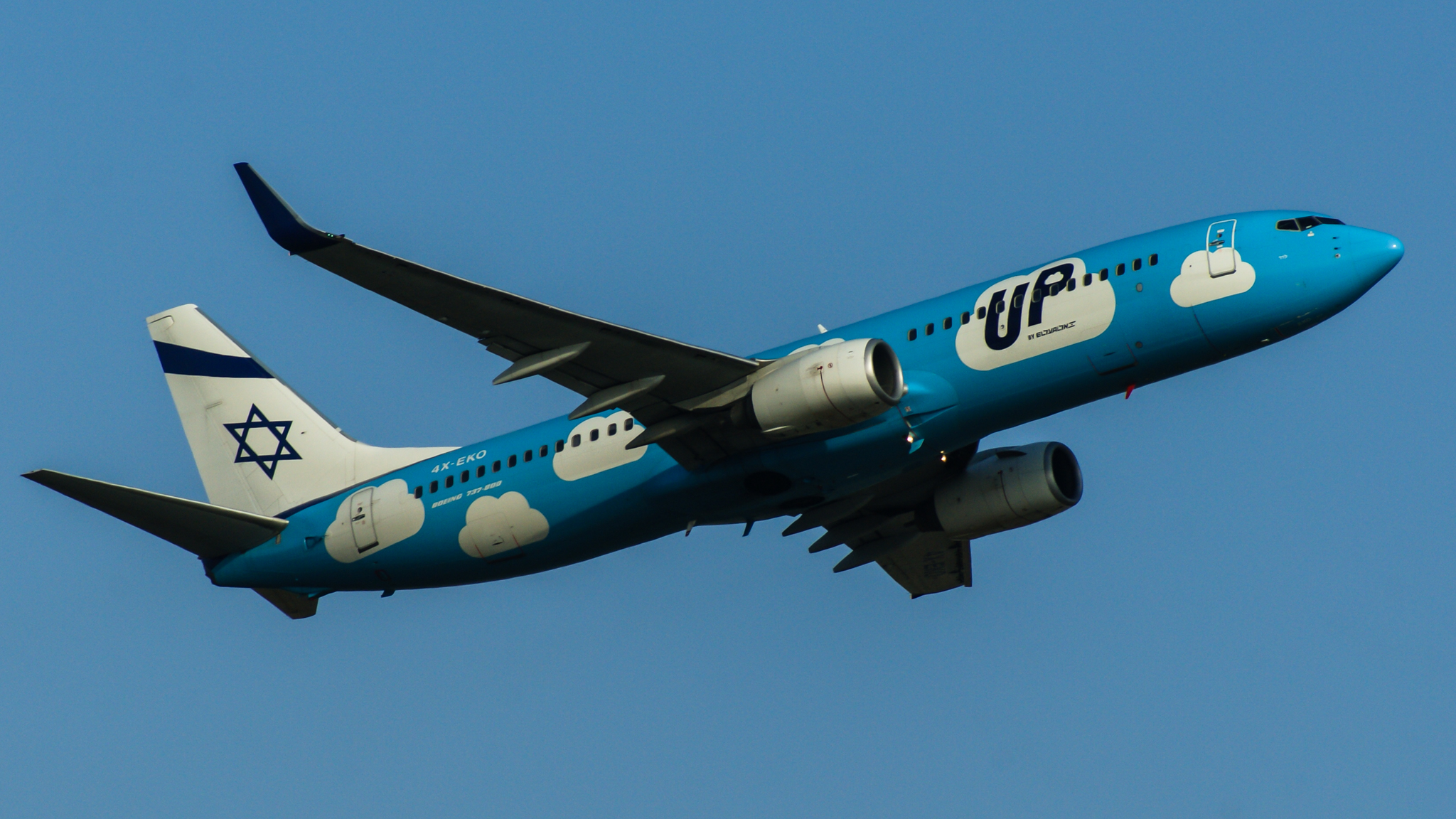
Boeing 737-800 immatriculé 4X-EKO de Up by El Al en 2016
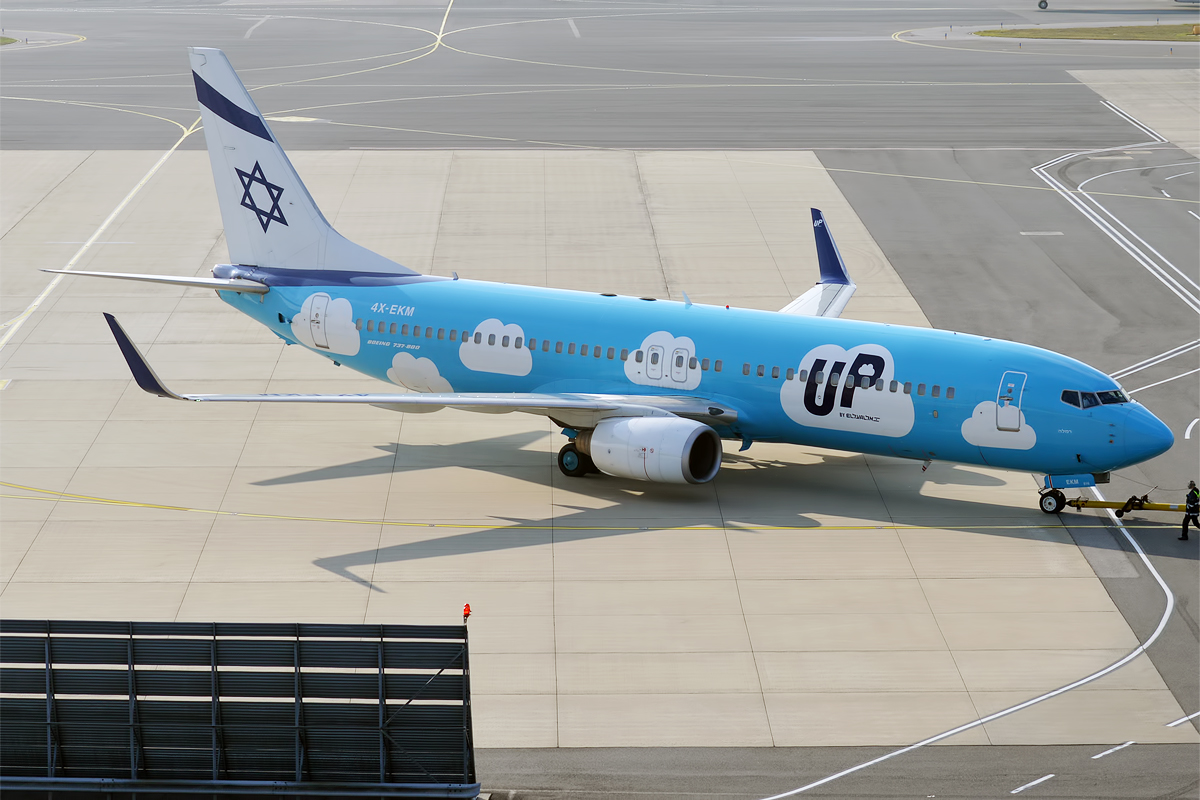
Boeing 737-800 immatriculé 4X-EKM de Up by El Al en 2016
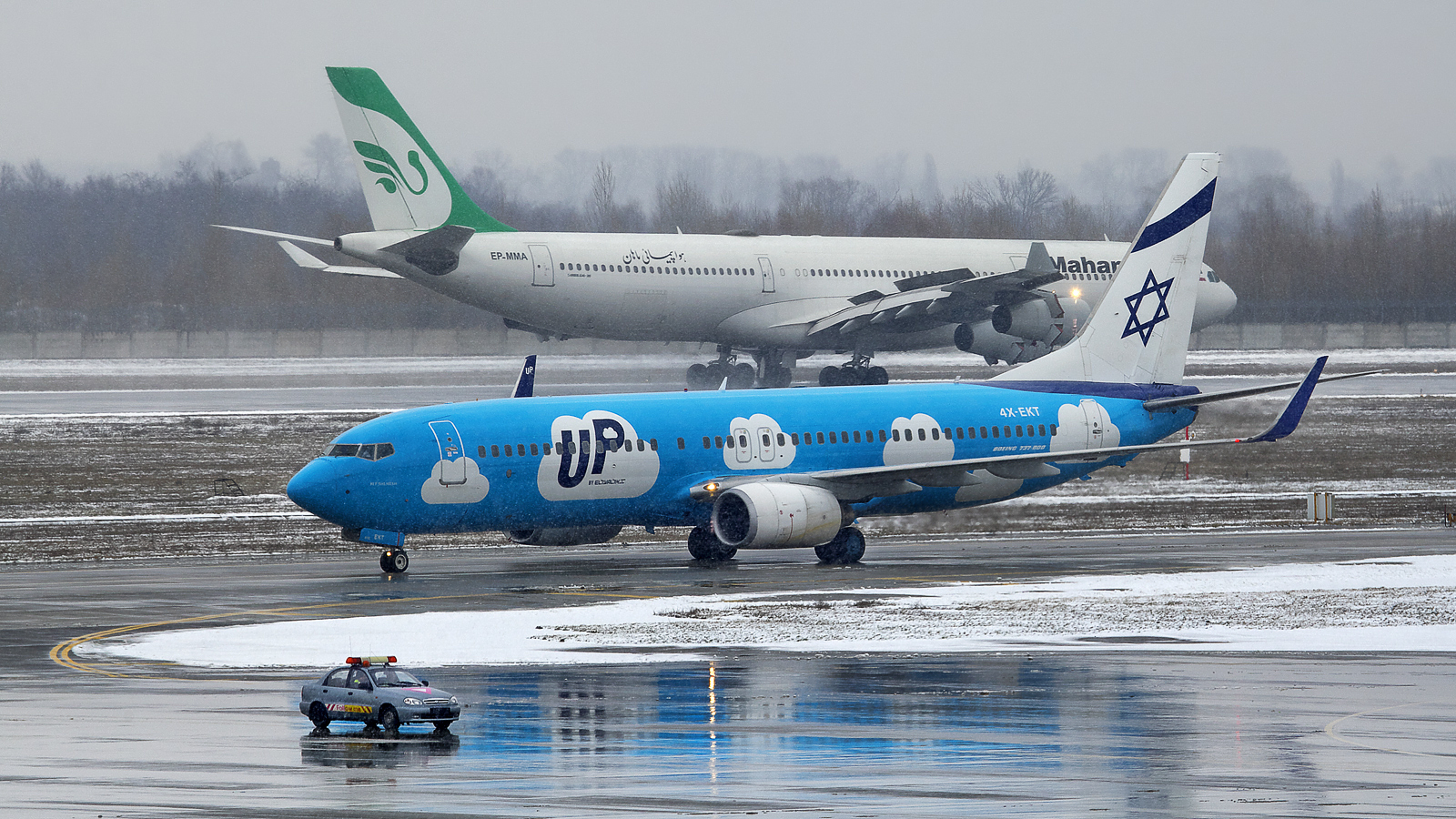
Boeing 737-800 immatriculé 4X-EKT de Up by El Al en 2016 à Kiev
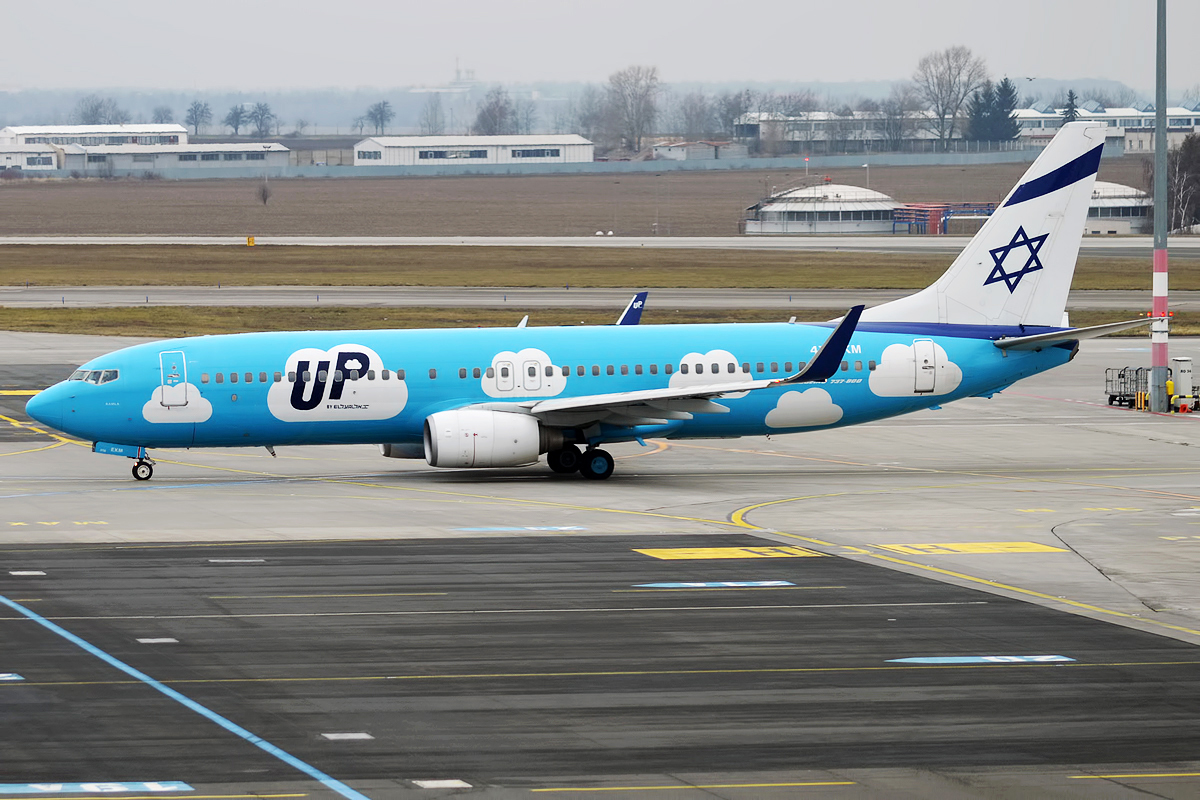
Boeing 737-800 immatriculé 4X-EKM de Up by El Al en 2016 à Prague
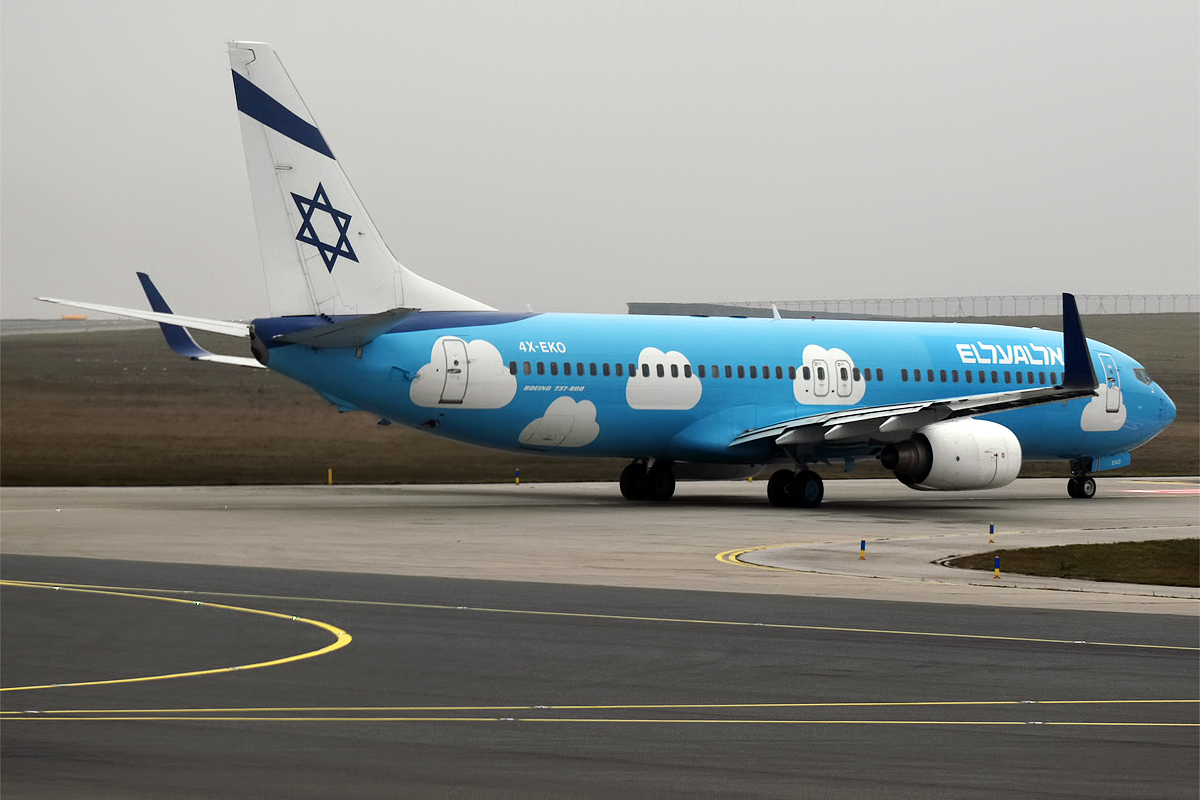
Boeing 737-86Q 4X-EKO d'El Al en 2019 avec l'ancienne peinture de la filiale low-cost Up by El Al